# ACMU

A ACMU (acrônimo para Air Conditioned Multiple Unit) foi uma série de locomotivas elétricas com unidades múltiplas fabricadas para a New York Central Railroad. Foram as primeiras unidades com ar condicionado, tendo sido produzidos três lotes entre 1950 e 1965, e um quarto lote em 1963 suprido à Long Island Rail Road (séries 4500, 4600, 4700 e MP75, respectivamente). As últimas ACMU foram aposentadas em 2004.